# てのひらヒーロー アトミック・パペット
てのひらヒーロー アトミック・パペット（Atomic Puppet）は、カナダとフランスで2016年7月18日から2017年2月21日までテレトゥーン（カナダ）とフランス4で放送されたテレビアニメ。日本では2016年からディズニーXDで放送された。

## キャラクター
ジョーイ
声 - 小田久史、英 - エリック・バウザ
AP / キャプテン・アトミック
声 -  佐々木哲夫、英 - エリック・バウザ
アビー＝アビゲイル・フェルト
声 - 空見ゆき、英 - ケイティ・グリフィン
ポーリーン・ベル
声 - 土師亜文、英 - リサ・ノートン
レックス・ボルドー
声 - 中村浩太郎、英 - デヴィッド・ヒューバンド

## エピソード
現在、調査中。
| #  | #  | タイトル               | 原題                  |
| -- | -- | ---------------------- | --------------------- |
| 1  | 1  | 体調不良のヒーロー     | Sick Day              |
| 1  | 1  | ネコ泥棒をつかまえろ   | AP vs. Disastro       |
| 2  | 2  | パトロールにいけない！ | Atomic Detention      |
| 2  | 2  | 大事なピクルス         | Big Pickle            |
| 18 | 19 | 人工知能バトル         | These Shoes           |
| 18 | 19 | プリンセスのパーティー | Truce or Consequences |